# Robert Bacon
Robert Bacon (5 luglio 1860 – 29 maggio 1919) è stato un politico e diplomatico statunitense.

## Biografia
Fu il trentanovesimo Segretario di Stato degli Stati Uniti, sotto il presidente degli Stati Uniti d'America Theodore Roosevelt (26º presidente).
Nato a Jamaica Plain (Boston, Massachusetts), i suoi genitori furono William Benjamin Bacon e Emily Crosby Low.
Si laureò all'Università di Harvard e sposò Martha Waldron Cowdin il 10 ottobre 1883. Ebbero 4 figli: Robert Low Bacon, Gaspar Griswold Bacon, Elliot Cowdin Bacon e Martha B. Bacon. Anche i figli si dedicarono alla politica: il figlio Robert fu nominato rappresentante al Congresso degli Stati Uniti, mentre Gaspar divenne prima Presidente del Senato del Massachusetts e quindi Vice-Governatore del Massachusetts.
Dal 1894 al 1903 lavorò nel mondo aziendale, anche come importante dirigente della J.P. Morgan & Co.
Nominato Assistente Segretario di Stato nel 1905, mantenne la posizione fino al 1909 (e ne fu facente funzioni mentre Elihu Root si trovava in America Latina nel 1906). Divenne Segretario di Stato degli Stati Uniti solo negli ultimi 38 giorni del mandato del Presidente Theodore Roosevelt (con cui era divenuto amico ad Harvard), dal 27 gennaio al 5 marzo 1909.
In seguito servì come Ambasciatore statunitense in Francia dal 1909 al 1912.
Durante la prima guerra mondiale, fu nominato Maggiore ed assegnato allo staff del Generale John Pershing; promosso tenente-colonnello nel 1918, servì come capo della Missione Militare Statunitense presso il Comando Britannico.
Morì a seguito di complicanze setticemiche scaturite dopo un intervento chirurgico, nel 1919.